# Arquebisbat de Salzburg
L'Arquebisbat de Salzburg o Principat-Arquebisbat de Salzburg —Fürst-Erzbistum Salzburg (alemany), Archidioecesis Salisburgensis (llatí)— va ser una jurisdicció i principat eclesiàstic del Sacre Imperi Romanogermànic entre el segle xiii i principis del segle xix. La seva capital era la ciutat de Salzburg i al capdavant de l'Estat es trobava un príncep-arquebisbe amb poder secular sobre els seus súbdits, que també estava al capdavant de la diòcesi o arxidiòcesi catòlica de Salzburg que cobria un territori més ampli. El territori d'aquest principat es corresponia aproximadament amb l'actual estat federat austríac de Salzburg. La província eclesiàstica o diòcesi (arxidiòcesi) incloïa Àustria, Caríntia i Tirol, l'Alta i Baixa Baviera i l'Alt Palatinat.
La diòcesi va créixer a partir de l'Abadia de Sant Pere, fundada cap a l'any 696 per Sant Rupert a l'antiga ciutat de Iuvavum, de les ruïnes de la qual va sorgir Salzburg. Des de 1648 la condició d'arquebisbe de Salzburg portava aparellat el títol de Primat de Germània (Primes Germaniae, literalment Primer bisbe de Germània). Aquest títol, merament honorífic, ara porta aparellat la primera corresponsalia dels bisbes de parla germànica davant del Papa, mentre que en temps del Sacre Imperi Romanogermànic incloïa el dret de convocar els prínceps electors de l'imperi. En l'actualitat, l'arquebisbe de Salzburg és legat permanent (legatus natus) davant del Papa, el que li confereix el dret, encara sense ser cardenal, de portar vestidures de color vermell (un vermell més fosc que l'escarlata dels cardenals), fins i tot al Vaticà.

## Història

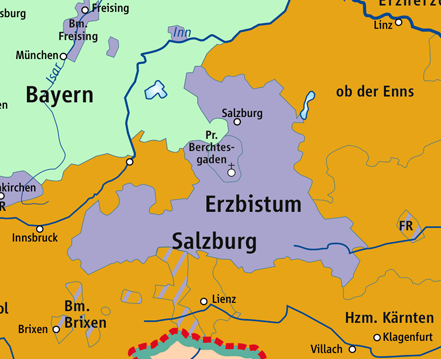
Mapa (1789)

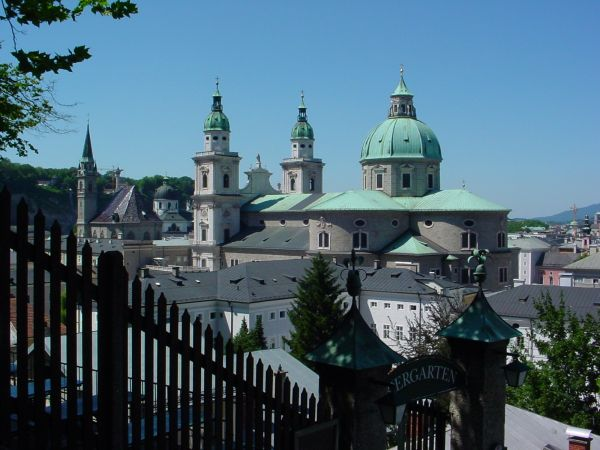
Catedral

### L'inici del bisbat (segle IV-798)
La ciutat de Salzburg remunta els seus orígens a la ciutat romana de Iuvavum. Aquesta ciutat va ser abandonada a finals del segle v per les legions romanes i va ser arrasada en els anys posteriors durant les invasions bàrbares que van seguir la caiguda de l'Imperi Romà d'Occident. El territori en el qual se situava la ciutat va ser ocupat per un conglomerat de tribus celtes i germàniques que formarien el poble bavarès.
Sant Rupert s'encarregaria d'evangelitzar a finals del segle vii i principis del segle viii als bavaresos o bàvars. La reeixida evangelització d'aquesta terra es va deure en bona part a la conversió del duc Teodó II de Baviera al cristianisme. El duc va cedir el 699 a Sant Rupert les ruïnes de l'antiga ciutat de Iuvavum perquè aquest construís allà l'abadia de Sant Pere i el convent de Nonnberg, que actuarien com centres evangelitzadors de la regió, creant-se una comunitat religiosa al lloc. La tradició converteix a Sant Rupert en el fundador de la ciutat de Salzburg i en el seu primer bisbe, estant l'esmentada ciutat unida des del seu origen al bisbat homònim.
La confirmació de la nova seu episcopal no arriba fins al 739 de mans d'Abadia de Fulda que va establir també les fronteres de la nova diòcesi. El nom de Salzburg no està documentat fins al 755 i és un nom derivat de les fonts d'aigua salada amb què comptava la població sorgida entorn del monestir. El bisbe Virgili de Salzburg, que era d'origen irlandès, va construir una catedral de tres naus i va portar a reposar en ella les relíquies de Sant Rupert.

### L'arquebisbat (798-1213)

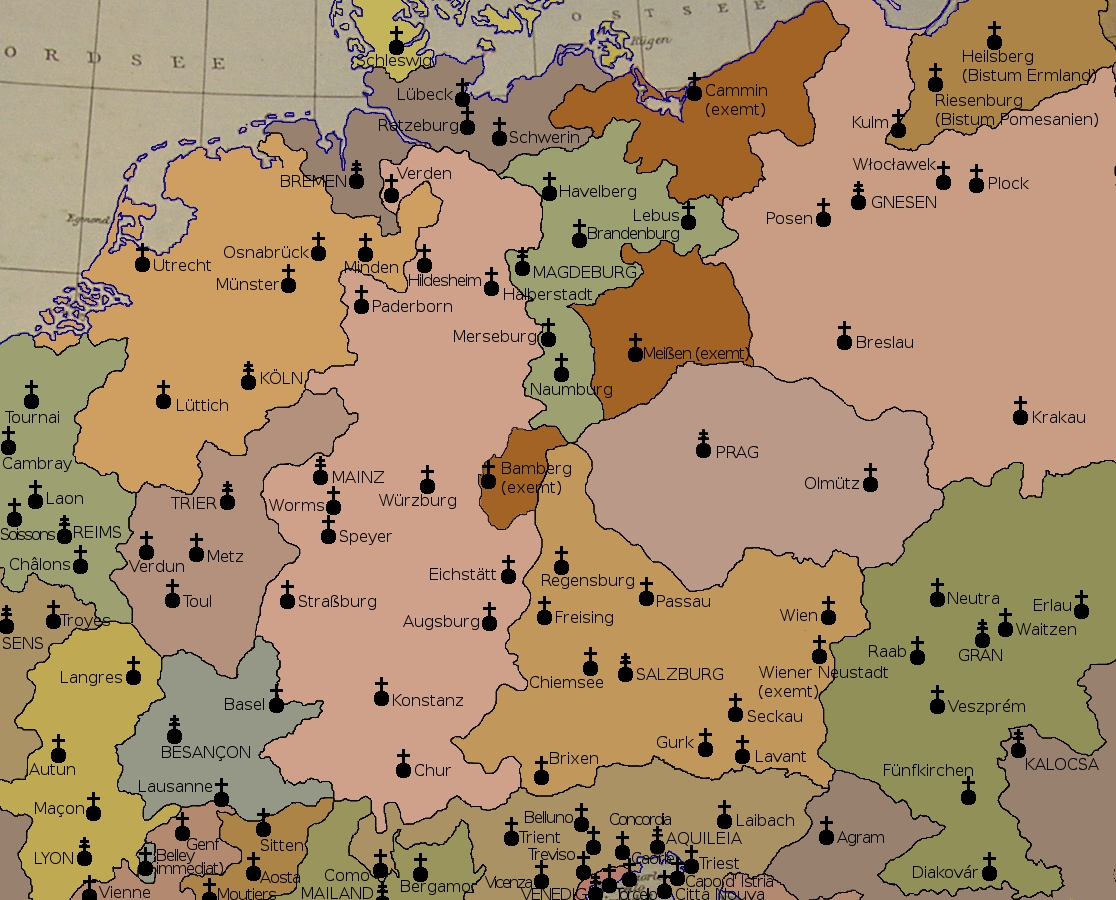
La província eclesiàstica de Salzburg amb les seves diòcesis sufragànies al voltant de l'any 1500, així com les seves províncies veïnes a Europa central.

El Papa Lleó III va elevar Salzburg el 20 d'abril de 798 a la categoria d'arquebisbat complint els desitjos del llavors rei franc, Carlemany. El primer arquebisbe de Salzburg es va dir Arnó.
A la província eclesiàstica de l'arquebisbat de Salzburg pertanyien els bisbats de Freising, Neuburg-Augsburg, Passau, Ratisbona i Sabiona-Bressanone o Brixen. Aquest territori englobava l'àrea ocupada en l'alta edat mitjana per la tribu dels bàvars, en les actuals Baviera i Àustria, incloent també part de les actuals Hongria, la República Txeca, Eslovàquia i el nord d'Itàlia. Des de Salzburg es va emprendre la cristianització de la regió de Caríntia, així com l'evangelització de l'actual Hongria fins a la frontera del Danubi i del Drave. El 1001 amb la creació de l'Arquebisbat d'Esztergom a Hongria es va limitar l'extensió de l'arquebisbat de Salzburg per l'est fins a la regió de Burgenland.
Durant la querella de les investidures els arquebisbes de Salzburg es van situar del costat del Papat. Durant el govern de l'arquebisbe Gebhard d'Helfenstein (1060- 1088) la ciutat de Salzburg va ser repetides vegades arrasada pels partidaris de l'emperador Enric IV. Per protegir la ciutat Gebhard va manar construir la fortalesa de Hohensalzburg el 1077.
L'Emperador Federico Barba-roja va llançar el 1166 el Reichsacht o proscripció imperial contra l'arquebisbe Conrad II de Babenberg, que era partidari del Papa Alexandre III, enfrontat amb l'emperador. En els anys següents les tropes imperials van arrasar la catedral de Salzburg i van saquejar el seu tresor. L'arquebisbe Conrad III de Wittelsbach (1177-1183), que seria el primer cardenal de Salzburg, després de la firma de la Pau de Venècia el 1177 que va posar fi a la guerra entre el Papat i el Sacre Imperi, va començar la reconstrucció de la catedral d'estil romànic.

### El Principat-Arquebisbat de Salzburg (1213-1803)
Del territori de la diòcesi de Salzburg es van crear una sèrie de bisbats autònoms dependents (com senyorius feudals) de l'arquebisbat de Salzburg: el Bisbat de Gurk (1072), el bisbat de Chiemsee (1215), el bisbat de Seckau (1218) i el bisbat de Lavant (1228). L'arquebisbe Eberard II (1200- 1246) fou el creador dels tres darrers principats eclesiàstics. Durant el seu mandat es creen així senyories territorials lligades a l'arquebisbat a partir de diferents senyories i comtats que queden a les mans de l'arquebisbe i dels que disposa al seu antull.
El 1622 el príncep-arquebisbe Paris von Lodron va convertir Salzburg en seu universitària.
El 1756 va néixer a Salzburg el músic Wolfgang Amadeus Mozart. Mozart va estar entre 1769 i 1781 al servei dels arquebisbes de Salzburg Segimon III de Schrattenbach i Jerònim comte de Colloredo-Mannsfeld.
Jerònim de Colloredo-Mannsfeld (1772- 1803) va ser el darrer príncep-arquebisbe de Salzburg. A més de passar a la història com mecenes de Mozart, l'arquebisbe va convertir Salzburg en centre de la Il·lustració tardana. Es va realitzar una reforma educativa seguint el model austríac, i nombrosos científics i artistes van arribar a Salzburg.

## El Ducat de Salzburg (1803-1816)

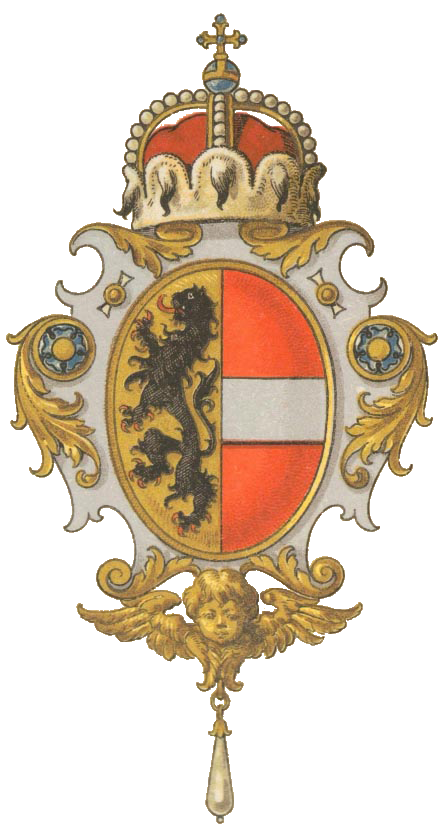
Escut del Ducat De Salzburg sota l'Imperi d'Àustria.

El 1803 l'arquebisbe Jerónimo de Colloredo-Mannsfeld va ser desposseït del seu principat, que va ser secularitzat mitjançant la llei coneguda com a Reichsdeputationshauptschluss que decretava la secularització de tots els principats eclesiàstics del Sacre Imperi Romanogermànic. El principat va passar al gran duc Ferran III de Toscana. Aquest havia perdut el seu gran ducat el 1801 a les mans dels francesos, que com a compensació li van oferir l'antic arquebisbat de Salzburg, convertit ara en Electorat de Salzburg.
Poc temps duraria Salzburg a les mans de Ferran de Toscana. L'Electorat de Salzburg va ser moneda de canvi entre França i Àustria en el Tractat de Pressburg de 1805. Salzburg va passar a domini austríac com a petita compensació per les nombroses pèrdues territorials que França va imposar a Àustria després de derrotar-la en la batalla d'Austerlitz. Ferran de Toscana va obtenir a canvi el Gran Ducat de Würzburg.
El Congrés de Viena el 1815 va sancionar definitivament la pertinença de Salzburg al territori austríac amb l'excepció de la part occidental de la comarca de Flachgau que va quedar a mans bavareses. Salzburg va quedar integrada a la província de l'Alta Àustria, fins que el 1850 es va constituir en província de l'Imperi Austrohongarès.
Actualment Salzburg és un estat federat de la república d'Àustria. Des de 1818 la novament creada arxidiòcesi de Salzburg és l'estructura eclesial catòlica, sense poder terrenal, hereva del Principat-Arquebisbat de Salzburg, que encara subsisteix. Té com a seus sufragànies a Feldkirch, Graz-Seckau, Gurk i Innsbruck.

## Episcopologi
Bisbes abats d'Iuvavum (vers segle iv – vers 482)
- Sant Màxim de Salzburg, mort el 476.
- Ivanum abandonada vers 482

Bisbes d'Iuvavum (rebatejada Salzburg vers 755)
- Sant Rupert, nascut en data desconeguda entre 543 i 698 – mort vers 718.
- Vitalis
- Erkenfried
- Ansologus
- Ottokar
- Flobrigis
- Joan I
- Sant Virgili, vers 745/767 – 784

Arquebisbes de Salzburg (798–1213)
- Arno bisbe 784–798, arquebisbe 798-821
- Adalram 821–836
- Leutram 836–859
- Adalwin 859–873
- Adalbert I 873
- Dietmar I 873–907
- Pilgrim I 907–923
- Adalbert II 923–935
- Egilholf 935–939
- Herhold 939–958
- Frederic I 958–991
- Hartwig 991–1023
- Günther 1024–1025
- Dietmar II 1025–1041
- Baldwin 1041–1060
- Gebhard 1060–1088
- Thiemo 1090–1101
- Konrad I von Abensberg (Conradus I) 1106–1147
- Eberhard von Hilpolstein-Biburg 1147–1164
- Konrad II d'Àustria (Conradus II) 1164–1168
- Adalbert III de Bohèmia 1168–1177
- Conrad III 1177–1183
- Adalbert III de Bohèmia (restablert) 1183–1200

Prínceps-arquebisbes de Salzburg (1213–1803)
- Eberhard II de Regensburg 1200–1246
- Bernhard I de Ziegenhain 1247
- Felip de Carinthia 1247–1256
- Ulrich de Sekau 1256–1265
- Ladislau 1265–1270
- Frederic II de Walchen 1270–1284
- Rudolf de Hoheneck 1284–1290
- Conrad IV de Breitenfurt 1291–1312
- Weichard de Pollheim 1312–1315
- Frederic III de Liebnitz 1315–1338
- Enric de Pirnbrunn 1338–1343
- Ordulf de Wiesseneck 1343–1365
- Pilgrim II de Pucheim 1365–1396
- Gregor Schenk d'Osterwitz 1396–1403
- Eberhard III de Neuhaus 1403–1427
- Eberhard IV de Starhemberg 1427–1429
- Joan II de Reichensperg 1429–1441
- Frederic IV Truchseß d'Emmerberg 1441–1452
- Sigismund I de Volkersdorf 1452–1461
- Cardenal Burchard de Weissbruch 1461–1466
- Bernhard II de Rohr 1466–1482
- Joan III Peckenschlager 1482–1489
- Frederic V de Schallenburg 1489–1494
- Segimon II de Hollenegg 1494–1495
- Leonhard von Keutschach 1495–1519
- Matthäus Lang von Wellenburg 1519–1540
- Ernest de Baviera 1540–1554
- Miquel de Khuenburg 1554–1560
- Joan Jacob de Khun-Bellasy 1560–1586
- Jordi de Kuenburg 1586–1587
- Wolf Dietrich von Raitenau 1587–1612
- Marcus Sittich de Hohenems 1612–1619
- Paris von Lodron 1619–1653
- Guidobald de Thun 1654–1668
- Maximilian Gandalf de Kuenburg 1668–1687
- Johann Ernst von Thun 1687–1709
- Francis Anton od Harrach 1709–1727
- Leopold Anton von Firmian 1727–1744
- Jacob Ernest de Liechtenstein-Castelcorno 1744–1747
- Andreas Jacob de Dietrichstein 1747–1753
- Segimon III von Schrattenbach 1753–1771
- Hieronymus von Colloredo 1772–1812 (darrer príncep-arquebisbe, va perdre el poder temporal amb la secularització del 1803)

Arquebisbes de Salzburg (des del 1818)
- Sigmund Christoph, comte de Zeil i Trauchburg, 1812–1814 (administrador).
- Leopold Maximilian comte de Firmian, 1816–1822 (administrador).
- Augustin Johann Joseph Gruber, 1823–1835.
- Friedrich Johann Joseph Cölestin, comte a Schwarzenberg, 1835–1849.
- Maximilian Joseph von Tarnóczy, 1850–1876.
- Franz de Paula Albert Eder, 1876–1890.
- Johann Evangelist Haller, 1890–1900.
- Johannes Baptist Katschthaler, 1900–1914.
- Balthasar Kaltner, 1914–1918.
- Ignaz Rieder, 1918–1934.
- Sigismund Waitz, 1934–1941.
- Andreas Rohracher, 1943–1969.
- Eduard Macheiner, 1969–1972.
- Karl Berg, 1972–1988.
- Georg Eder, 1988–2002.
- Alois Kothgasser, des de 2002.